# Kayseri

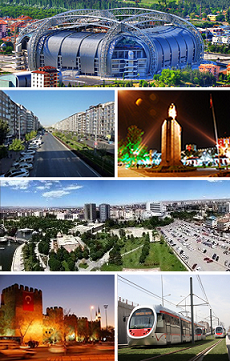
Kayseri.

Kayseri (antikens Mazaka, Eusebeia, Caesarea Cappadociae, Caesarea Mazaca) är en stad i mellersta Anatolien i Turkiet, vid den slocknade vulkanen Erciyes, 265 kilometer sydost om Ankara. Den är administrativ huvudort för provinsen med samma namn. Storstadskommunen hade totalt 1 005 097 invånare i slutet av 2011 och omfattar de fem distrikten Hacılar, İncesu, Kocasinan, Melikgazi och Talas. Själva centralorten har cirka 950 000 invånare. Viktigare näringar är jordbruk och tillverkning av socker, cement och textilier. 
För stadens äldre historia, se Caesarea Cappadociae.

## Sport

### Fotboll
- Kayserispor
- Kayseri Erciyesspor